# Groote of Oude Sint-Albertpolder
De Groote of Oude Sint-Albertpolder is een polder ten noorden van Sas van Gent, behorende tot de Polders van Albert en Isabella, in de Nederlandse provincie Zeeland.
In 1610 werd door aartshertog Albertus van Oostenrijk toestemming verleend tot indijking van de schorren in het ambacht Assenede. In 1612 kwam de polder gereed, en ze werd naar de aartshertog vernoemd. Later werd er het voorvoegsel Sint- aan toegevoegd.
Het was een van de eerste polders die volgens een rechthoekig plan werden verkaveld.
Toen in 1664 de grens tussen Staats-Vlaanderen en de Zuidelijke Nederlanden werd vastgesteld, kwam 483 ha in Staats-Vlaanderen te liggen en 480 ha in de Zuidelijke Nederlanden.
In 1808 raakte het noordelijke deel van de polder overstroomd, waarbij 20 ha van het Nederlandse deel verloren ging. Dat is tegenwoordig 463 ha groot.